# Thelidium dionantense
Thelidium dionantense är en lavart som först beskrevs av Auguste-Marie Hue och fick sitt nu gällande namn av Georg Hermann Zschacke. 
Thelidium dionantense ingår i släktet Thelidium och familjen Verrucariaceae. Inga underarter finns listade i Catalogue of Life.